# Symphonie no 4 de Chostakovitch
 (octobre 2023).
- Si vous ne connaissez pas le sujet, laissez ce bandeau (vous pouvez alors contacter les auteurs).
- Si vous supprimez le contenu mis en cause (vous pouvez préalablement contacter les auteurs),

argumentez précisément cette suppression dans la page de discussion
(un manque de référence n'est pas un argument ; une recherche réelle de référence doit avoir été effectuée, être formellement documentée).
Pour les articles homonymes, voir Symphonie no 4.
La Symphonie no 4 en ut mineur (op. 43) est la quatrième des quinze symphonies de Dmitri Chostakovitch, composée entre 1934 et 1936 et créée seulement en 1961.

## Structure
Elle est composée de trois mouvements :
1. Allegretto poco moderato — Presto
2. Moderato con moto
3. Largo — Allegro

## Orchestration
| Instrumentation de la Symphonie no 4 |
| Bois |
| 6 flûtes (dont 2 piccolos), 4 hautbois (dont un cor anglais), 6 clarinettes , (dont une clarinette en mi bémol et une clarinette basse), 4 bassons (dont un contrebasson) |
| Cuivres |
| 8 cors, 4 trompettes, 3 trombones, 2 tubas |
| Percussions |
| 2 timbales, grosse caisse, caisse claire, cymbales, triangle, bloc en bois, castagnettes, tam-tam, cloches tubulaires, xylophone, glockenspiel, célesta                   |
| Cordes |
| premiers violons, seconds violons, altos, violoncelles, contrebasses, 2 harpes                                                                                            |

## Histoire

### Composition
Une première version a été écrite en 1934, mais le musicien, insatisfait, l'a détruite et réécrit une nouvelle partition en septembre 1935 et l'achevant en mai 1936. Sa composition a été rendue délicate par les attaques que le musicien subit de la part de la Pravda l'accusant d'« intellectualisme » à propos de son opéra Lady Macbeth de Mtsensk dont la partition a été jugée trop complexe.

### Création et réception
La première devait avoir lieu le 30 décembre 1936 par l'Orchestre philharmonique de Léningrad sous la direction de Fritz Stiedry, un réfugié de l'Allemagne nazie, mais durant les répétitions, Chostakovitch retire de lui-même sa symphonie du programme, arguant d'ultimes retouches sur le finale. A posteriori, le musicien explique, lors d'une interview donnée dans les années 1950, qu'il trouvait son œuvre trop « grandiloquente ». Il accuse également le chef d'orchestre choisi d'incompétence. Une autre version, donnée par Isaak Glikman dans son livre Journal d'une amitié, est que la symphonie aurait été retirée à la suite de pressions exercées par certains dirigeants du parti communiste sur la direction de l'orchestre.
Chostakovitch ne l'abandonne pas et en écrit alors une réduction pour deux pianos et la joue pour la première fois, avec Moishei Vainberg, en 1946.
La partition orchestrale n'est retrouvée qu'au début des années 1960, permettant une première le 30 décembre 1961 par l'Orchestre philharmonique de Moscou sous la direction de Kirill Kondrachine, ce dernier le dirigeant également pour la première fois en Europe de l'Ouest lors du festival d'Édimbourg en 1962.

## Analyse de l'œuvre
Elle se compose de trois mouvements et son exécution demande environ une heure.
Sa structure, de forme sonate, est cependant inhabituelle de par le côté massif des premier et dernier mouvements, encadrant une partie centrale bien plus courte.

### Allegretto poco moderato — Presto
D'une durée de trente minutes, l'expression dominante est celle d'une fougue rude et abrupte dont le premier thème est exposé aux violons et aux cuivres. L'orchestration fait alterner des tutti de masse et des petits groupes instrumentaux. Le presto enchaîne un fugato puis un crescendo orchestral entrecoupé de dissonances avant de conclure sur une coda qui met en valeur le cor anglais, le violon solo et le basson.

### Moderato con moto
Mouvement de détente qui s'ouvre par un thème exposé aux violons. Puis les cordes alternent avec les bois. Un nouvel épisode est introduit par les timbales et de nouveau les cordes alternent avec les vents. Une fugue centrale au chromatisme dense porte un crescendo orchestral. s'ensuit un decrescendo menant à une coda avec des violons en sourdine sur des notes répétées.

### Largo — Allegro
Ce troisième et dernier mouvement peut permettre d'expliquer le fait que la partition soit restée dans les placards pendant près de vingt-cinq ans, du moins si l'on considère que c'est en raison de la censure que cette symphonie n'a pu voir le jour. En effet, la progression de ce mouvement fait penser à un long processus vers la mort, en totale contradiction avec l'idéologie du régime soviétique prônant un regard optimiste sur la nature individuelle jusqu'à l'absurde. En effet, si l'homme est la mesure de toutes choses, il ne peut pas mourir et il ne peut mal faire. Avec la personnalisation du régime mis en place par Staline, aller à l'encontre de cette idée, c'est aller à l'encontre du parti et de son chef suprême.
Or, dans ce mouvement, nous avons l'idée d'une course inéluctable vers l'anéantissement. Le début commencé piano au basson et aux pizzicati des cordes dans le registre grave, fait penser au 3e mouvement de la Première Symphonie de Gustav Mahler qui est une transformation d'une comptine en marche funèbre. Travestissement, ironie même, que cette avancée pénible, laborieuse, faisant penser à la démarche d'un homme fatigué, contraint d'avancer dans le sens qu'on lui a donné. Si, au bout d'un moment, vient l'expression du triomphe de la volonté humaine par la reprise du thème fortissimo avec l'ensemble du grand orchestre, cette impression de vie retombe rapidement avec les bois dans le grave ponctué par la pulsation pianissimo des timbales et l'arrivée des cordes dans l'aigu pour mourir avec le célesta, propre, chez Chostakovitch, à glacer le sang. La symphonie se termine ainsi par une impression de mort, sans résurrection évidemment, mais également sans espoir de fraternité, excluant par là toute mystique, qu'elle soit religieuse ou politique.
Ce coup d'arrêt à la volonté, cette vie qu'on peut très facilement garrotter ou interrompre, cette catastrophe, à l'opposé de l'idée prônée par la Symphonie inextinguible de Carl Nielsen, par exemple, constituent des thèmes qui ne sont pas nouveaux. On les retrouve chez Tchaïkowsky dans le final de sa Symphonie pathétique, chez Moussorgski avec ses Chants et Danses de la mort, chez Mahler dans le final de sa Sixième Symphonie et chez Schönberg dans le second mouvement de sa Seconde Symphonie de chambre.

## Influence Mahlérienne
La Quatrième Symphonie est très influencée par le style de Gustav Mahler, compositeur étudié par Chostakovitch durant les dix années précédant la composition de l'oeuvre. Certains amis de Dmitri rapportent avoir vu les partitions de la Septième Symphonie de Gustav Mahler sur le piano de Chostakovitch. Certains signes d'une inspiration très probable sont, par exemple, la durée de l'oeuvre, la taille de l'orchestre, le style d'orchestration...
Si l'on écarte le deuxième mouvement, le moment le plus "mahlérien" se fait entendre au début du troisième mouvement - une marche funérale, qui rappelle beaucoup de passages similaires chez le compositeur Autrichien. On peut aussi remarquer un parallélisme orchestral juste avant le climax du finale : la partie de violoncelles-contrebasses utilisée chez Chostakovich présente des analogies avec celle qui intervient au début du finale de la Symphonie n° 2 de Mahler. Citation volontaire ou involontaire ? Suprême ironie de la part de Chostakovich ? là où chez Mahler cette partie est liée à la résurrection et au triomphe sur la mort, elle devient le prologue de la péroraison tragique, du funèbre anéantissement qu'est la grande récapitulation qu'écrit le compositeur soviétique.

## Discographie sélective
On peut citer les gravures historiques de Kirill Kondrachine, Guennadi Rojdestvenski, Eugene Ormandy et l'intégrale de Bernard Haitink, pratiquement introuvables en France à l'époque de leurs parutions, à l'exception de celle de Bernard Haitink. La situation n'a commencé à évoluer qu'à partir des années 1990 avec, en particulier, les enregistrements de Vladimir Ashkenazy, Simon Rattle, Valeri Guerguiev, Neeme Järvi, Myung-Whun Chung, André Previn, Mariss Jansons, Leonard Slatkin et Eliahu Inbal. En nombre d'enregistrements récemment réalisés, la Cinquième l'emporte encore aujourd'hui sur la Quatrième à plus de cinq contre un.
| Kirill Kondrachine     | Orchestre philharmonique de Moscou Staatskapelle de Dresde | 1962 / 1963 | Melodiya Profil      |  |                                  |  |         |                                             |
| André Previn           | Orchestre symphonique de Chicago                           | 1978        | EMI Classics         |  |                                  |  |         |                                             |
| Bernard Haitink        | Orchestre philharmonique de Londres                        | 1979        | Decca                |  |                                  |  |         |                                             |
| Leonard Slatkin        | Orchestre symphonique de Saint-Louis                       | 1992        | RCA Red Seal Records |  |                                  |  |         |                                             |
| Myung-Whun Chung       | Orchestre de Philadelphie                                  | 2002        | Deutsche Grammophon  |  |                                  |  |         |                                             |
| Valery Gergiev         | Orchestre philharmonique de Munich                         | 2012        | Deutsche Grammophon  |  |                                  |  |         |                                             |
| Valery Gergiev         | Orchestre philharmonique de Munich                         | 2012        | Deutsche Grammophon  |  |                                  |  |         |                                             |
| Andris Nelsons         | Orchestre symphonique de Boston                            | 2018        | Deutsche Grammophon  |  |                                  |  |         |                                             |
| Michael Sanderling     | Orchestre philharmonique de Dresde                         | 2019        | Sony Classical       |  | Colin Stone, Rustem Hayroudinoff |  | Chandos | Arrangement du compositeur pour deux pianos |
| Mstislav Rostropovitch | Orchestre symphonique de Londres                           |             | Andante              |  |                                  |  |         |                                             |